# Nathalia Wright
Nathalia Wright (geboren am 29. März 1913 in Athens, Georgia; gestorben am 22. November 2004 in Maryville, Tennessee) war eine amerikanische Literaturwissenschaftlerin, die besonders mit Arbeiten zu Herman Melville hervorgetreten ist. 

## Leben
Sie studierte am Maryville College (B.A. 1933), später an der Yale University (M.A. 1938), wo sie 1949 unter Stanley T. Williams mit einer Arbeit über Melville und die Bibel zum Ph.D. promovierte. Ihre Lehrtätigkeit begann sie bereits 1934 am Maryville College, hier war sie zwischenzeitlich auch in der Bibliothek angestellt. 1949 wurde sie Assistenzprofessorin am Fachbereich für Englisch der University of Tennessee in Knoxville, 1962 dann – als erste Frau in der Geschichte des Instituts – ordentliche Professorin. 1982 wurde sie emeritiert.

## Schriften (Auswahl)
- Melville’s Use of the Bible. Duke University Press, Durham NC 1949.
- Horatio Greenough: The First American Sculptor. University of Pennsylvania Press, Philadelphia 1963.
- American Novelists in Italy: The Discoverers, Allston to James. University of Pennsylvania Press, Philadelphia 1965.

| Personendaten    | Personendaten                               |
| ---------------- | ------------------------------------------- |
| NAME             | Wright, Nathalia                            |
| KURZBESCHREIBUNG | US-amerikanische Literaturwissenschaftlerin |
| GEBURTSDATUM     | 29. März 1913                               |
| GEBURTSORT       | Athens, Georgia                             |
| STERBEDATUM      | 22. November 2004                           |
| STERBEORT        | Maryville, Tennessee                        |